# سوپرمن آبی

سوپرمن آبی (به انگلیسی: blue superman) یک شخصیت خیالی ابرقهرمان منتشر شده توسط دی‌سی کامیکس است که اولین درشماره ۱۲۳ از کامیک‌های سوپرمن حضور پیدا کرد. درواقع داستانی متفاوت است که در آن سوپرمن موقتاً منشأ قدرت‌هایش الکتریکی شده و دیگر قدرت‌های خورشیدی ندارد و داستان‌های جذابی در این راه برایش به‌وجود می‌آید.
سوپرمن آبی درواقع همان خود سوپرمن نسخه عادی واصلی است که تنها منشاً قدرت‌هایش موقتاً تغییر کرده و قدرت‌های الکتریکی داشته و دیگر قدرت‌های خورشیدی ندارد.

## عصرمدرن (بعد از بحران)
در عصر مدرن زمانی که سوپرمن در کامیک‌های خودش موقتاً منشاً قدرت‌هایش الکتریکی شد و دیگر قدرت‌های خورشیدی را نداشت برای پراکنده نشدن انرژی خود از لباسی مخصوص بارنگ آبی و سفید استفاده کرد. او دیگر نقاط ضعف قبلی خود را مانند کریپتونایت، جادو و خورشیدسرخ را نداشت اما یک نقطه ضعف جدید پیدا کرد.

### حضور در کراس‌اوورها
او در کراس‌اوورهای دی‌سی و مارول نیز حضور داشته‌است:
- یکبار تنها با یک حرکت و با قدرت برق خود به‌راحتی توانست لیگ عدالت و انتقام جویان را شکست دهد.
- بار دیگر او به تنهایی نابودگر (مارول) را شکست داد.

### تنها نقطه‌ضعف
جذب انرژی بیشتر از حد تَصور می‌تواند به ماتریکس او صدمه بزند.